# Limenitis eleus
Limenitis eleus är en fjärilsart som beskrevs av Carl von Linné 1758. Limenitis eleus ingår i släktet Limenitis och familjen praktfjärilar. Inga underarter finns listade i Catalogue of Life.